# Prigradica
Koordinati:   42°57′56″N, 16°48′37″E
Prigradica je manjše naselje, s pristanom in istoimenski zaliv na otoku Korčuli (Hrvaška).
Prigradica leži na severni strani otoka, severno od naselja Blato. Naselje, ki se razprostira okilizaliva, se je pričelo razvijati, ko so koncem 19. stoletja v zalivu zgradili pristanišče za odvažanje pridelkov iz Blata, zlasti vina in oljčnega olja.
Vstop v zaliv varuje okoli 120 metrov dolg valobran, na koncu katerega stoji svetilnik, ki oddaja svetlobni signal : R Bl 3s. Nazivni domet svetilnika je 3 milje. Globina morja ob valobranu je do 3 metre. Na obali pri valobranu stoji manjše dvigalo. Kadar pihata severni veter ali burja kljub valobranu sidranje ni dovolj varno.
V novejšem času se je  Prigradica, v kateri stalno živi okoli 100 prebivalcev, pričela razvijati v turistični kraj, v katerem oddajajo turistične sobe in penzione.